# Майское (Черниговский район)
В Ханкайском районе Приморья тоже есть село Майское
Ма́йское — село в Черниговском районе Приморского края. Входит в состав Дмитриевского сельского поселения.

## География
Село Майское стоит на правом берегу реки Дмитриевка (правый приток Илистой).
Село Майское находится к северу от Дмитриевки и от районного центра Черниговка, на автотрассе «Уссури». Расстояние до Дмитриевки около 2 км, до Черниговки около 10 км.
Между сёлами Майское и Дмитриевка на запад от трассы «Уссури» идёт дорога к сёлам Синий Гай, Искра и к станции Тиховодное.

## Население
| 2002 | 2008 | 2010 |
| ---- | ---- | ---- |
| 678  | ↗686 | ↘623 |

## Улицы
В селе имеются две улицы: ул. 60 лет Октября и ул. Ворошилова.

## Экономика
Жители занимаются сельским хозяйством.